# Ciudad del Carmen
Ciudad del Carmen – miasto w Meksyku, w stanie Campeche, położone nad Zatoką Meksykańską. Miasto leży na półwyspie Jukatan, niedaleko od Isla del Carmen leżącej w Laguna de Términos. Miasto jest siedzibą gminy Carmen.
W połowie lat 70 XX w. Ciudad del Carmen przekształciło się z miasteczka trudniącego się połowem ryb i krewetek w węzeł spółki naftowej Pemex (Pétroleos Mexicanos), która odkryła w niedalekiej odległości od lądu, w Zatoce Meksykańskiej pokłady ropy naftowej. Od tego czasu miasto stało się domem pracowników platform wydobywczych.